# ديفيد بي. كوهن (عالم نفس)
ديفيد بي. كوهن (بالإنجليزية: David B. Cohen)‏ هو عالم نفس أمريكي، ولد في 1941 في بروكلين في الولايات المتحدة، وتوفي في 2004.